# سیارک ۷۰۷۳۷
سیارک ۷۰۷۳۷ (به انگلیسی: 70737 Stenflo، نامگذاری:1999VA11) هفتاد هزار و هفتصد و سی و هفتمین سیارک کشف شده‌است که در ۸ نوامبر ۱۹۹۹ کشف شد.